# Pristimantis cerasinus
Pristimantis cerasinus là một loài ếch trong họ Strabomantidae. Chúng được tìm thấy ở Costa Rica, Honduras, Nicaragua, và Panama.
Các môi trường sống tự nhiên của chúng là các khu rừng ẩm ướt đất thấp nhiệt đới hoặc cận nhiệt đới, các đồn điền, và vườn nông thôn.
Loài này có khả năng bị đe dọa do mất môi trường sống.